# The Landing
The Landing (в переводе с англ. — «Приземление») — седьмой студийный альбом немецкой пауэр-метал-группы Iron Savior, выпущенный 18 ноября 2011 года после четырёхлетнего перерыва.
В The Landing вошло одиннадцать новых песен, песни «Atlantis Falling» из альбома Iron Savior и «Coming Home» из альбома Unification в новом исполнении, а также кавер на песню «Underneath The Radar» группы Underworld.
Песня «Before the Pain», как и предыдущий альбом, посвящена умершему брату Пита Тиму.
21 октября 2011 года, меньше чем за месяц до официального релиза, группа выложила на YouTube клип на песню «The Savior», состоящий из кадров записи альбома в студии.

## Список композиций
Слова и музыка всех песен — Пит Силк, кроме кавера.
| №   | Название                 | Длительность |
| --- | ------------------------ | ------------ |
| 1.  | «Descending»             | 1:04         |
| 2.  | «The Savior»             | 4:47         |
| 3.  | «Starlight»              | 4:51         |
| 4.  | «March of Doom»          | 4:42         |
| 5.  | «Heavy Metal Never Dies» | 4:14         |
| 6.  | «Moment in Time»         | 5:07         |
| 7.  | «Hall of the Heroes»     | 5:38         |
| 8.  | «R.U. Ready»             | 4:48         |
| 9.  | «Faster Than All»        | 5:03         |
| 10. | «Before The Pain»        | 4:34         |
| 11. | «No Guts, No Glory»      | 4:31         |

| №   | Название           | Длительность |
| --- | ------------------ | ------------ |
| 12. | «Coming Home 2011» | 5:04         |
| 13. | «Atlantis Falling» | 4:35         |

| №                   | Название                                  | Длительность |
| ------------------- | ----------------------------------------- | ------------ |
| 12.                 | «Underneath The Radar» (кавер Underworld) | 4:30         |
| Общая длительность: | Общая длительность:                       | 63:26        |

## Участники записи

### Iron Savior
- Пит Силк — вокал, гитара
- Йоахим Кестнер — гитара, бэк-вокал
- Ян-Сорен Эккерт — бас, бэк-вокал
- Томас Нак — ударные

### Производство
- Филипп Мачадо Франко — дизайн обложки
- Анабель Гански — фотографии